# 河原綱家
河原 綱家（かわはら つないえ）は、 安土桃山時代 から江戸時代前期にかけての武将。真田氏の家臣。

## 生涯
河原隆正の四男として誕生（三男とも）。叔母・恭雲院が真田幸隆に嫁ぎ、のちに一門衆として列された。
河原氏は元々は海野氏の家臣であったが、村上義清に攻められて居城を捨てている。この時真田氏は甲斐武田氏へ、河原氏は海野氏に従って上杉憲政の許へと逃走した。のちに武田信玄の家臣となると、縁戚となっていた真田幸隆に仕える。
天正元年（1573年）11月21日、真田信綱の加冠により元服し綱家を名乗った。綱家の「綱」は信綱より賜ったものであろう。天正3年（1575年）、兄たちが真田信綱・昌輝兄弟と共に長篠の戦いで戦死すると家督を継いだ。
天正10年（1582年）の織田信長の甲州征伐で新府城を捨てて岩櫃城へと逃れる時は真田昌幸の正室・山手殿らを護衛する任についてそれを遂行した。天正15年（1587年）には上野国吾妻郡の代官として領地を治めていた。
慶長5年（1600年）の関ヶ原の戦いでは、大坂留守居役を務め、真田屋敷にいた山手殿を救出するという活躍を見せている。なお、真田昌幸と子・信幸、信繁が下野国の犬伏で東西いずれの軍につくかを決断するため合議（いわゆる「犬伏の別れ」）において、内容が気になった綱家が会議を覗き見したため、昌幸の怒りを買い下駄を顔面に投げつけられ前歯を折ったという逸話もあるが、当時綱家は留守居役として大坂にいたと考えられることから誤伝である。
昌幸が紀伊国九度山に配流された後は、昌幸の長男・信之に仕え、長寿を全うした。昌幸の許へ品物を送る役目を務めたこともある。

## 登場する作品
- 『真田丸』（2016年、NHK大河ドラマ、演：大野泰広）